# Klingelberger
Klingelberger este o varietate locală a vinului riesling produs în regiunea viticolă Ortenau din Baden, în Germania de sud-vest.